# 李址鎔
李址鎔（：／ I Ji-yong；1870年10月23日—1928年6月28日），朝鲜王朝末期和大韓帝國期間的政治家，興寅君李最應養孫、廣平大君後裔。興宣大院君的姪孫，朝鮮純宗的再從兄弟。
他的本名是李垠鎔（：／ I Eun-yong），因為避諱後來成為太子的李垠而改名。

## 生涯
他是朝鮮遠支宗室、廣興令李熙夏之子，朝鮮世宗五子廣平大君十八世孫 （页面存档备份，存于）。被族叔完永君李載兢過繼為養子，光緒13年（1887年）科舉庭試文科丙科合格，歴任黄海道觀察使、慶尚南道觀察使等要職，光武4年（1900年）任宮内府協辦。
光武8年（1904年）2月23日，與日本公使林權助簽署日韓議定書，3月26日任駐日大使。
歸國後曾任法部大臣，奎章閣学士、敦寧府判事、教育部總監等要職，光武9年（1905年）成為農商工部大臣、内政部大臣、並簽署乙巳條約，被稱乙巳五賊並被反日團體燒毀府邸。
光武11年（1907年）5月任中樞院顧問，1910年（明治43年）10月16日日韓合併條約締結後，被列朝鮮貴族勲一等伯爵。
由於長子李海忠早逝，李址鎔族姪李壽鍾的第二子李揆衡被過繼給李海忠，改名李永柱，成為李址鎔的養孫；李永柱也是廣平大君的後代。
1928年（昭和3年）58歳去世，追贈正三位，由孫子李永柱繼承伯爵。

## 死後之評價
2002年發表的親日派708人名錄中，他是其中一人。